# Tanytarsus pentamerus
Tanytarsus pentamerus är en tvåvingeart som först beskrevs av Jean-Jacques Kieffer 1922.  Tanytarsus pentamerus ingår i släktet Tanytarsus och familjen fjädermyggor.
Artens utbredningsområde är Frankrike. Inga underarter finns listade i Catalogue of Life.